# Głuszec (Białoruś)
Głuszec (biał. Глушэц, Hłuszec; ros. Глушец, Głuszec) – wieś na Białorusi, w obwodzie brzeskim, w rejonie prużańskim, w sielsowiecie Suchopol.
W latach 1921–1939 należała do gminy Suchopol.
Według Powszechnego Spisu Ludności z 1921 roku wieś zamieszkiwało 43 osoby, wśród których 39 było wyznania prawosławnego a 4 rzymskokatolickiego. Jednocześnie wszyscy 8 mieszkańców zadeklarowało polską przynależność narodową a 35 białoruską. We wsi było 13 budynków mieszkalnych.